# Parque São Lucas
Parque São Lucas é um bairro  localizado no distrito de São Lucas, na Zona Sudeste no município de São Paulo, no estado de São Paulo, no Brasil.
São Lucas é um distrito situado na zona sudeste do município de São Paulo. O distrito foi dissociado do distrito de Vila Prudente em 1986, ocasião em que houve uma grande alteração nas subdivisões do município. 
As terras da região do São Lucas pertencias as irmãos Antônio, Luís e Domingo de Luccas. São Lucas, o santo padroeiro de sua família, veio a dar nome a essas terras. 
O Parque São Lucas não teve um grande povoamento até meados do século XX, se comparados com distritos próximos como São Caetano do Sul e Vila Prudente, pois suas terras brejentas não eram muito propícias para a agricultura. O alemão Francisco Fett chegou ao Brasil em meados da década de 1920 e, com o capital que havia reservado, comprou terras na região do Parque São Lucas, começando assim o loteamento.
A partir dos anos 20, com a intensa imigração para São Paulo, principalmente dos italianos, a região do São Lucas passou a ser um bairro dormitório, devido à proximidade do bairro com os centros industriais do ABC Paulista e também por ser próximo à grandes centros comerciais como a Mooca.
A partir da década de 40, imigrantes judeus vieram para o bairro e começaram a estabelecer seu comércio, devido à localização próxima com outros bairros tradicionais da região sul de São Paulo, e pela facilidade de comércio variado. É a terceira maior colônia de judeus em São Paulo, perdendo apenas para os bairros do Bom Retiro e Higienópolis. 
O italiano Padre Aldo Giuseppe Maschi (1920-1999) chegou ao Parque São Lucas por acaso, já que fora enviado em missão para outra região de São Paulo, mas devido à hospitalidade da população local, decidiu ficar no bairro, onde existia uma pequena capela (Capela de Santo Antônio). O Padre percebendo a precariedade da antiga capela, decidiu construir no alto do Parque São Lucas a Paróquia de São Filipe Neri, em homenagem a São Filipe Neri, fundador da Congregação do Oratório. Fundou, então, junto à paróquia, o Oratório de São Filipe Neri do Parque São Lucas.

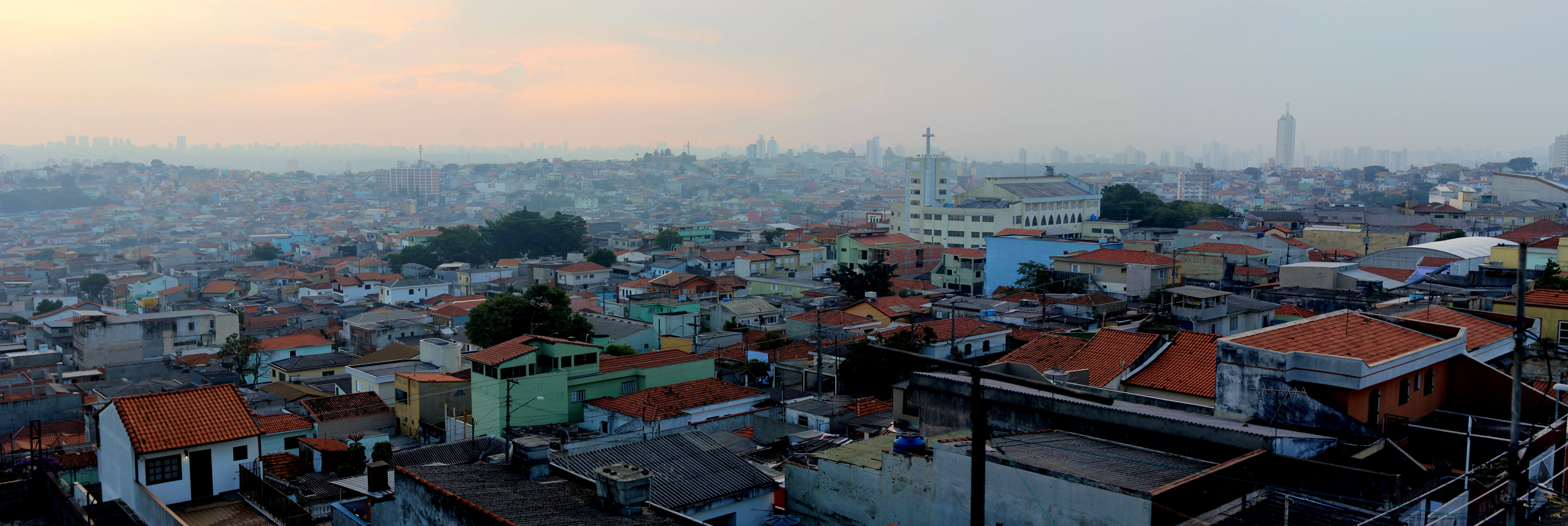
Vista do Parque São Lucas durante o entardecer, com destaque para Paróquia São Filipe Neri em primeiro plano, com a Vila Alpina ao fundo.

O bairro também é sede da escola de samba Unidos de São Lucas, fundada no final da Década de 1970.  

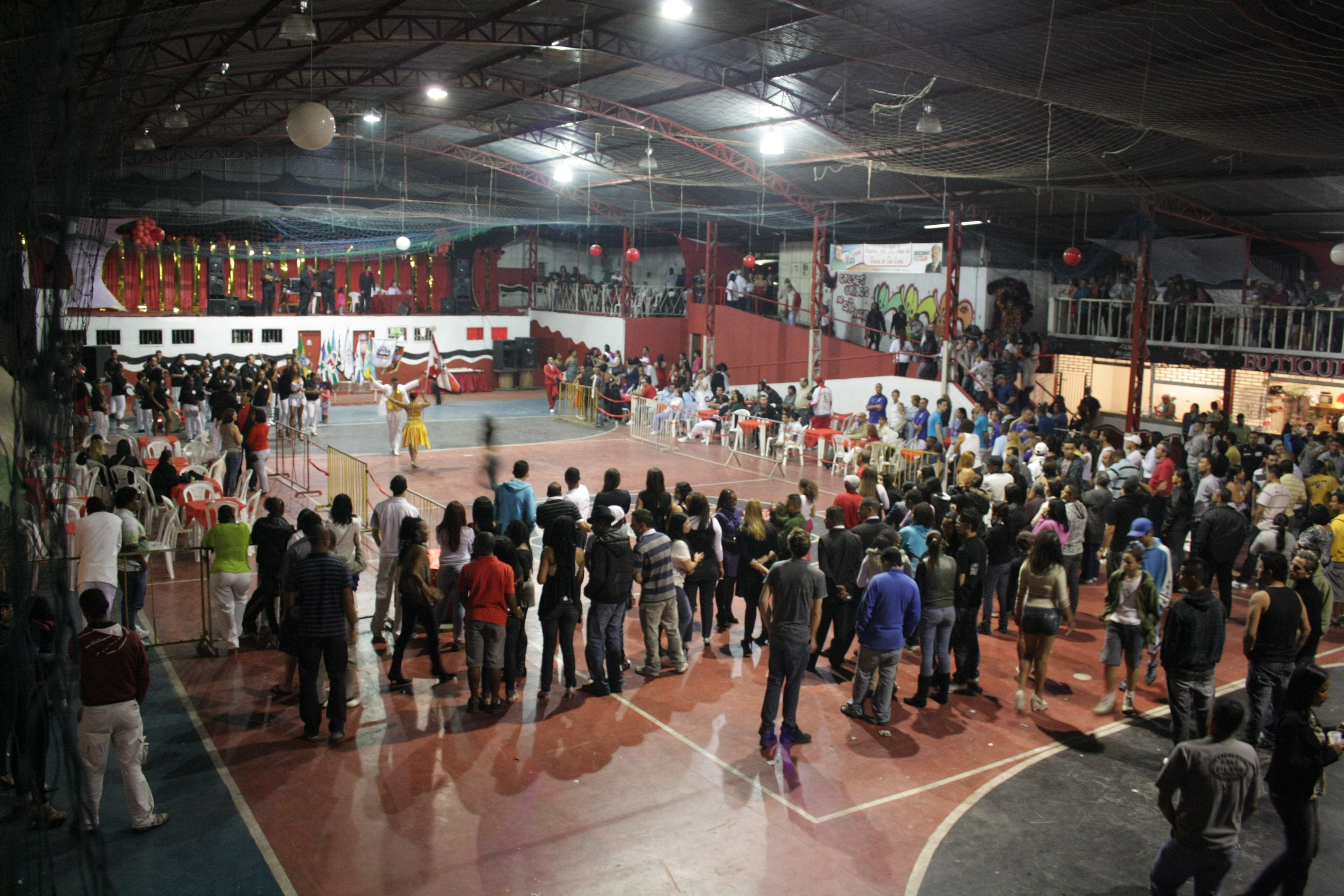
Quadra da Unidos de São Lucas, localizada no bairro e que promove diversos eventos sociais.

O Parque São Lucas possui quatro vias principais de acesso: a Avenida São Lucas, a Avenida do Oratório, a Rua Francisco Fett e a Avenida Professor Luiz Ignácio Anhaia Mello. 
O bairro é atendido por três estações da Linha 15 - Prata do Metrô de São Paulo, a Estação Oratório, a Estação São Lucas e a Estação Camilo Haddad.

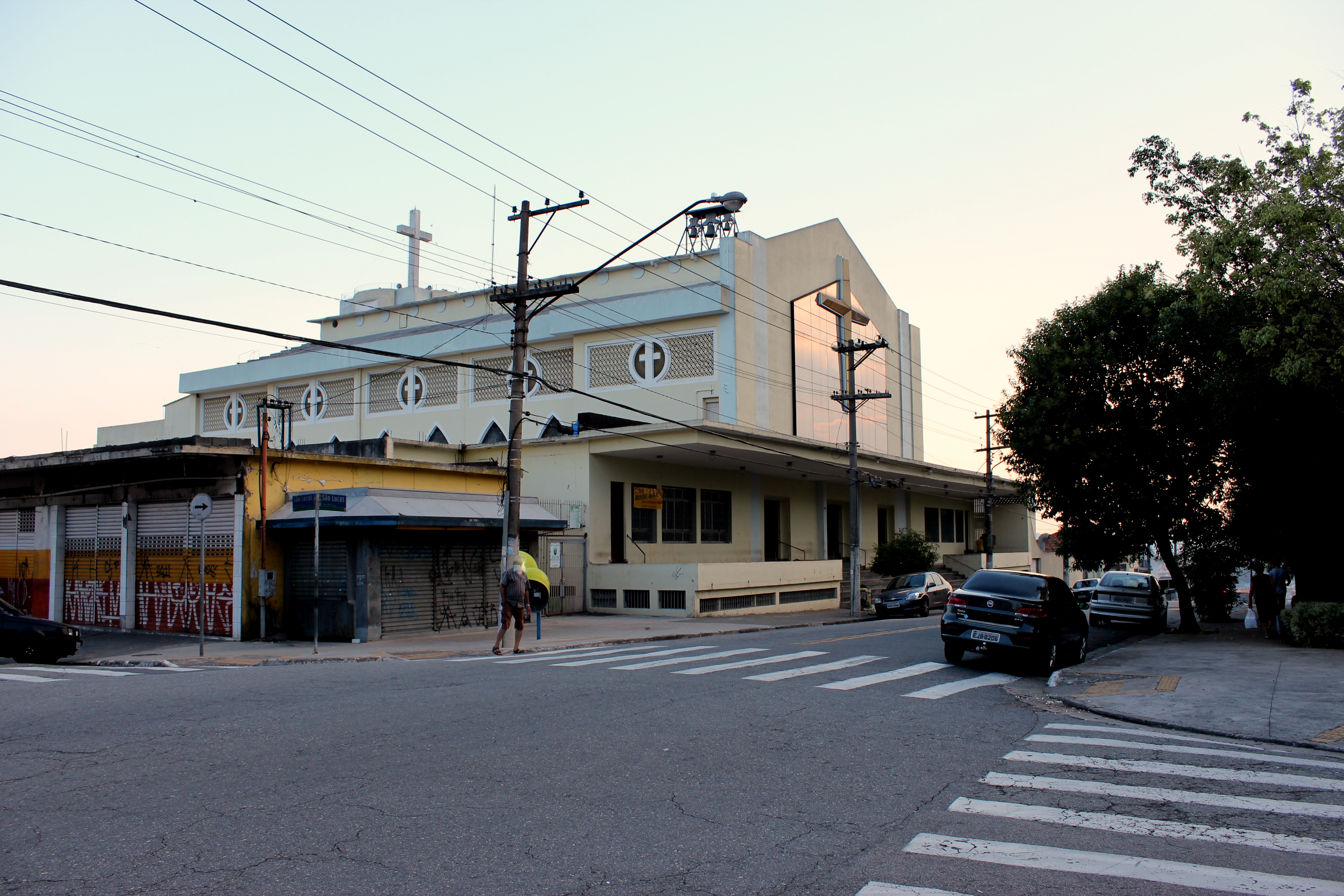
Paróquia São Filipe Neri, edifício de grande simbolismo do bairro.

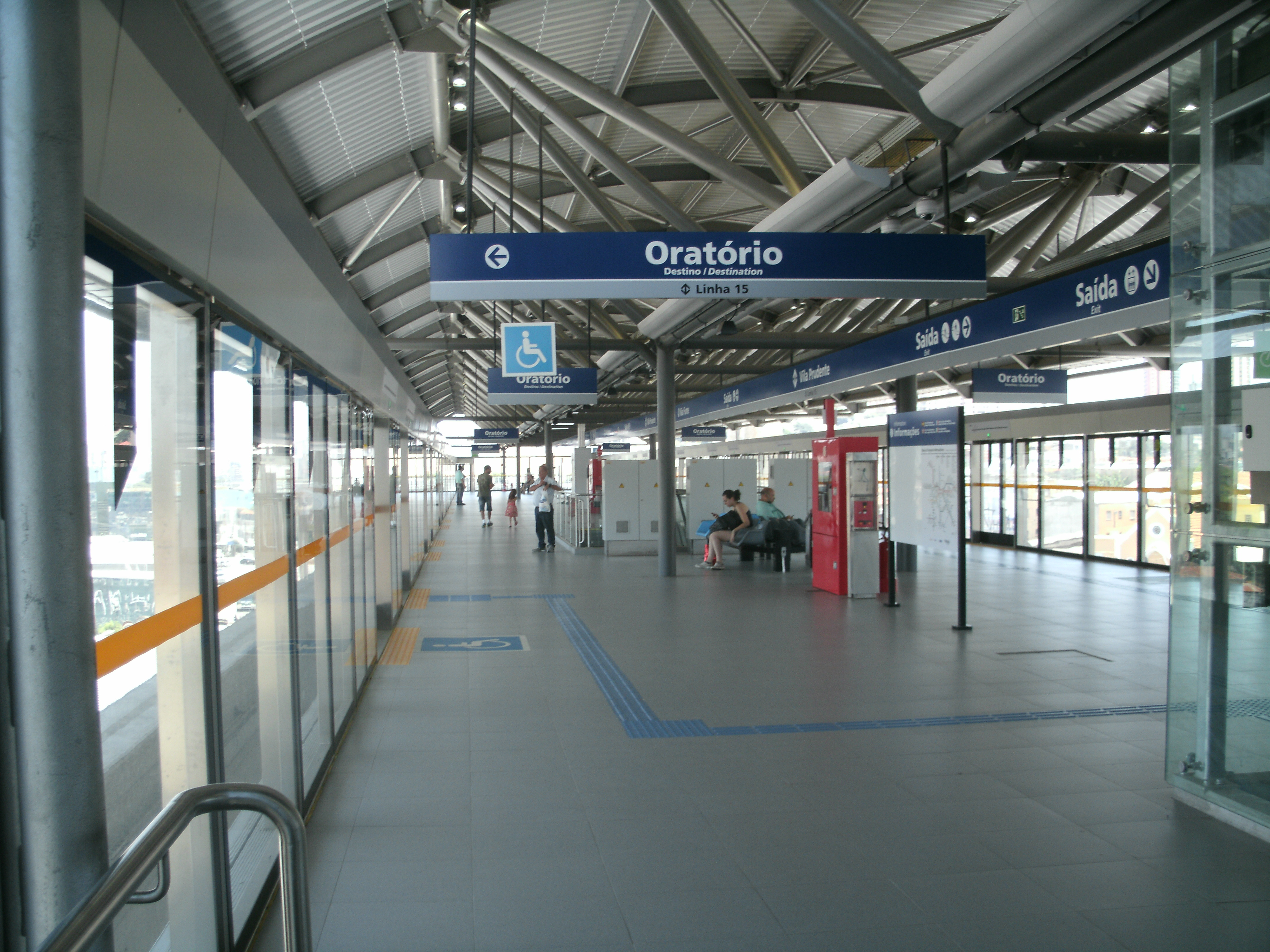
Plataforma de embarque e desembarque da Estação Vila Prudente, da Linha 15 do Metrô de São Paulo.

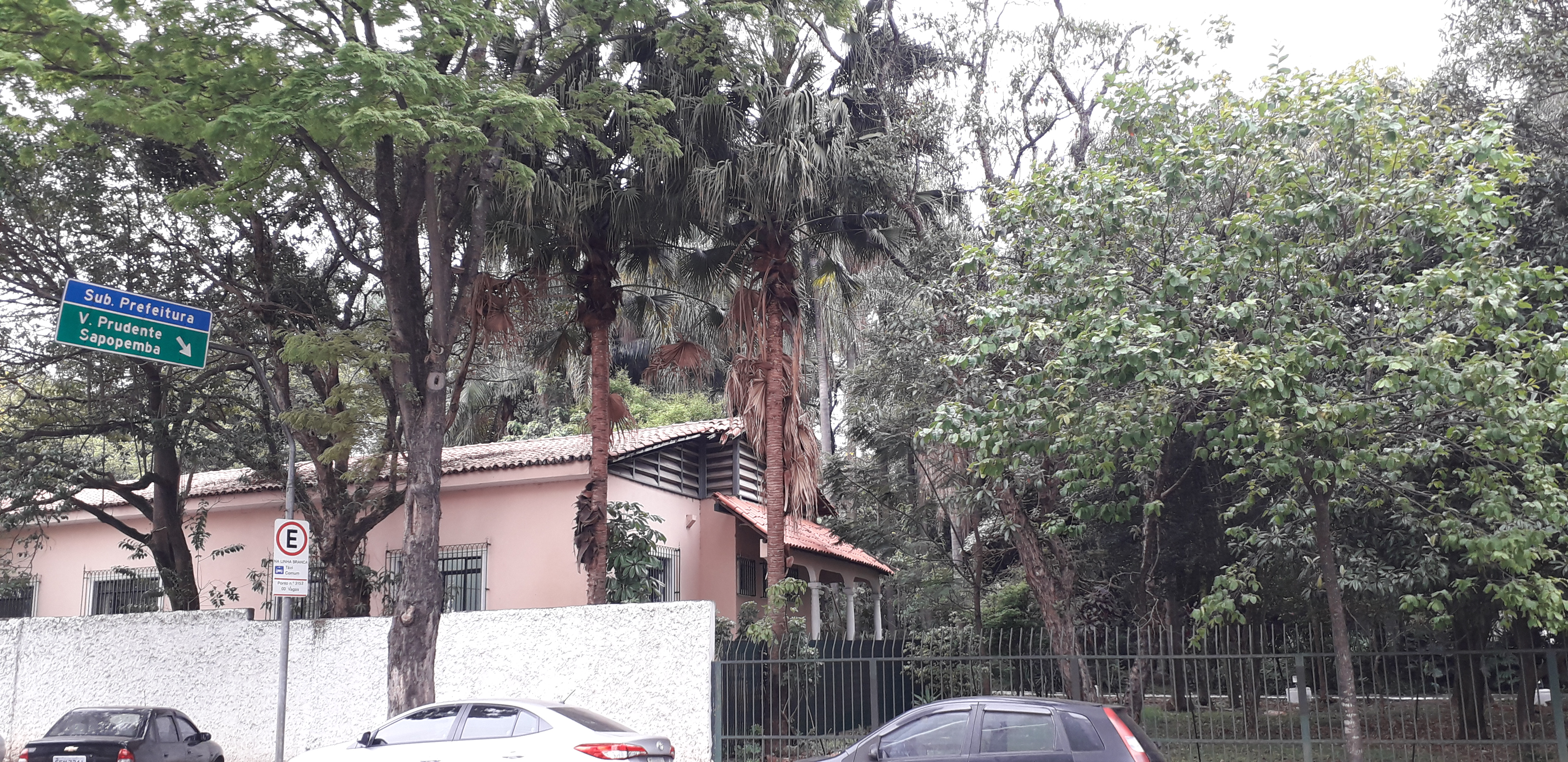
Prefeitura Regional da Vila Prudente localizada no bairro.

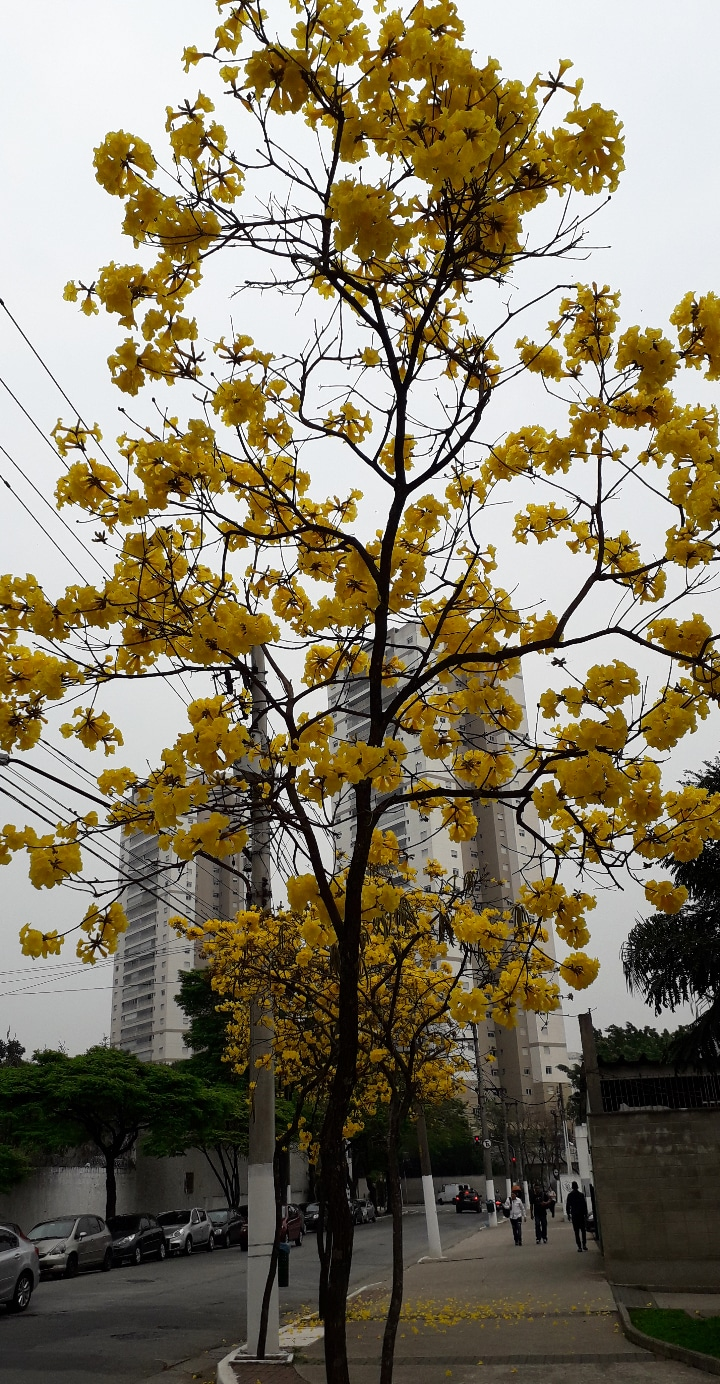
Avenida do Oratório nos arredores da Estação Oratório da Linha 15 do Metrô de São Paulo, com destaque para a floração de Ipê-do-cerrado, marco da intensa arborização da região.

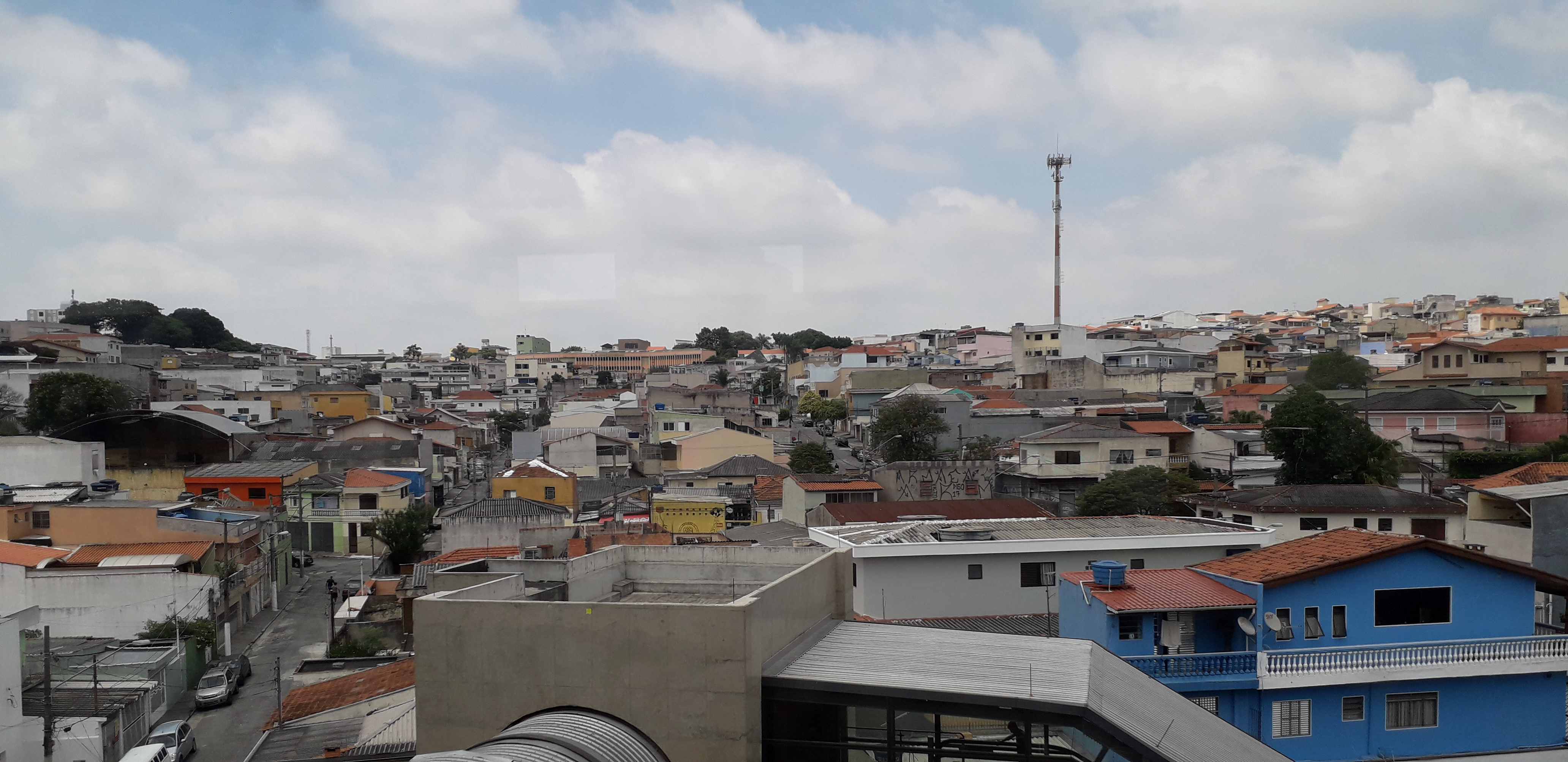
Vista parcial do bairro, a partir da plataforma da Estação São Lucas, da Linha 15 do Metrô de São Paulo.